# Mariano Pavone
Hugo Mariano Pavone, kurz Mariano Pavone (* 27. Mai 1982 in Tres Sargentos, Argentinien) ist ein argentinischer Fußballspieler, der bei Estudiantes de La Plata in der Primera División spielt.

## Spielerkarriere

### Estudiantes de La Plata
Im Alter von 14 Jahren verließ Mariano Pavone seinen Jugendclub Boca Juniors in Richtung Estudiantes de La Plata, wo er die nächsten 11 Jahre spielte. Schnell zeigte er sein Talent und in der Clausura 2005 war er mit 16 Toren bester Torschütze. Während der Apertura 2006 wurde er zum besten Spieler des Turniers gewählt. Mit seinem Tor zum 2:1 im Finale gegen die Boca Juniors besiegelte er den Triumph seiner Mannschaft. In diesem Turnier, der Apertura 2006, schoss er insgesamt elf Tore.

### Betis Sevilla
Für 6,8 Mio. Euro wechselte er im Sommer 2007 zum spanischen Traditionsclub Betis Sevilla. Am 26. August 2007, am ersten Spieltag der Saison 2007/2008, gab er sein Debüt für Betis gegen Recreativo Huelva. Mittlerweile hat er auch in Spaniens Eliteliga seinen Torriecher wiedergefunden und 6 Tore in der Hinrunde erzielt.

### River Plate
Im Sommer 2010 kehrte Pavone in sein Heimatland zurück und spielt für River Plate.

### International
Sein bisher einziges Länderspiel bestritt der Argentinier Mariano Pavone am 18. April 2007 gegen Chile.

## Titel
- Clausura 2005 – Estudiantes de La Plata
- Apertura 2006 – Estudiantes de La Plata